# 高島炭鉱
高島炭鉱（たかしまたんこう）は、長崎県長崎市高島（旧西彼杵郡高島町）にあった日本の炭鉱。日本最古の大手資本による採鉱で栄えたが、1986年（昭和61年）11月27日をもって閉山された。端島炭鉱とともに、「明治日本の産業革命遺産 製鉄・製鋼、造船、石炭産業」（全23資産）の構成資産として世界遺産リストに登録されている。
炭層は上八尺層、胡麻層、十八尺層、新五尺層などからなる。採掘鉱区は22鉱区12,480ha。出炭の8割は優良な弱粘結原料炭であった。

## 歴史

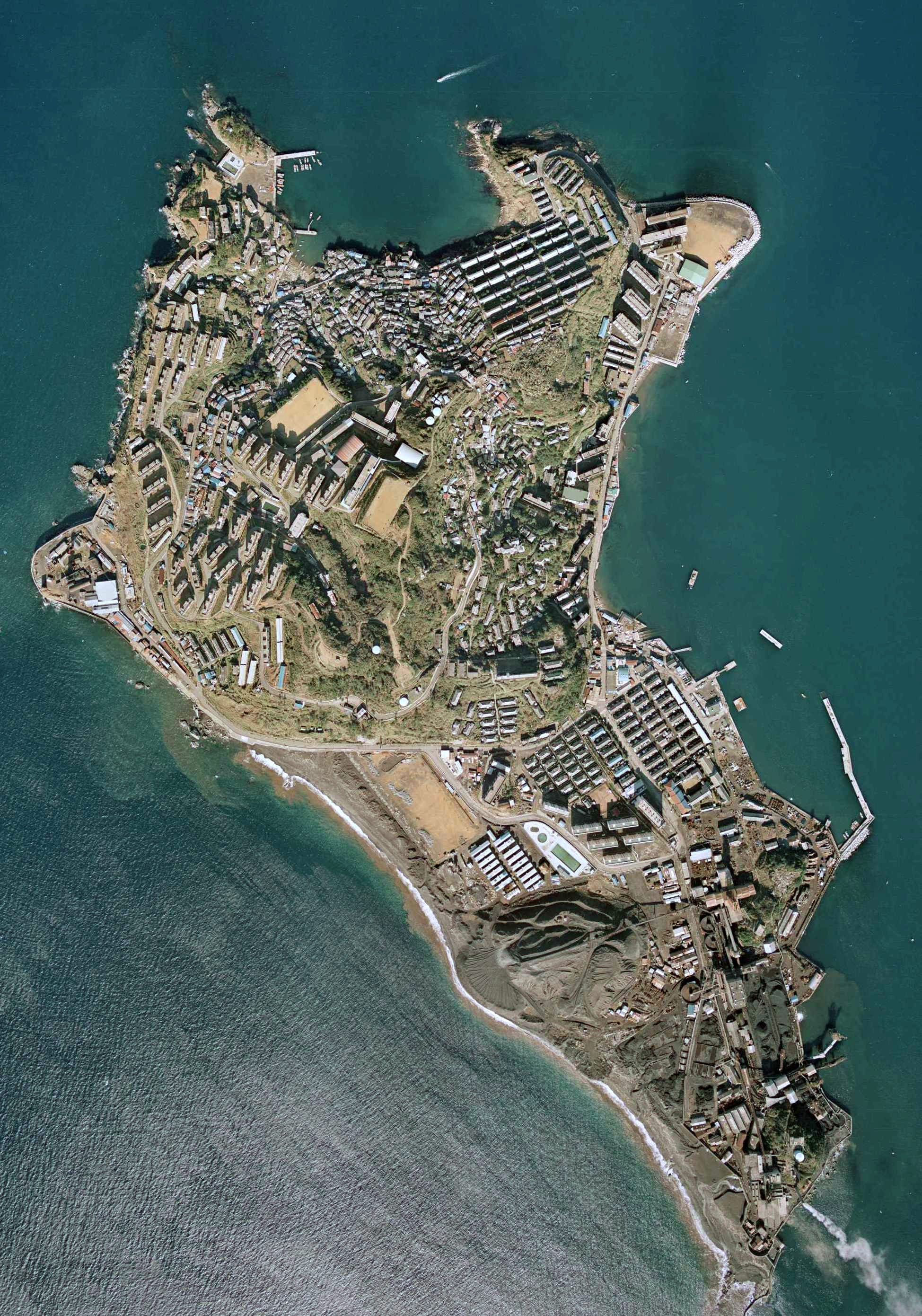
1975年の高島。島の南側に炭鉱関連施設が集まる。炭鉱住宅が立ち並び、高層住宅も林立していた。国土交通省「国土画像情報（カラー空中写真）」（配布元：国土地理院地図・空中写真閲覧サービス）による。

高島炭鉱の歴史は、1695年（元禄8年）に肥前国松浦郡江迎の五平太が石炭を発見したことが始まりとされ、その後幕末の1868年に佐賀藩とトーマス・グラバーが共同出資で採掘を始め、国内初の立坑（北渓井坑）を開削した。明治に入り佐賀藩から後藤象二郎が買い上げ操業を開始し、英国人鉱山技師エラスムス・ガウワーが近代化を試みるがうまくいかず（これを前後とした1873年に官営となっている）、1881年、同じ土佐藩出身の岩崎弥太郎率いる三菱財閥に権益を譲り、本格的に採掘が開始される。4月25日岩崎は後藤所有の高島炭鉱を譲受け、その代償として後藤の政府宛未納金25万円を肩代わりした。以来近郊の伊王島・端島の炭鉱とともに西彼杵炭田の一角として1世紀以上にわたって日本のエネルギー経済を支え続けた。
炭鉱では「納屋制度」と呼ばれる過酷な雇用制度が取られ、「二度と帰れぬ鬼ヶ島」と恐れられた。会社と納屋頭による二重の搾取、非人間的な労働環境、逃亡者はリンチによって見せしめ的に殺害されるなど、そのあまりに過酷な雇用形態は、1888年、雑誌『日本人』（6-14号）に掲載された、松岡好一（ルポライターで、自ら炭坑で働いた。高島炭鉱の元勘場役）によるこの告発記事「高島炭鉱の惨状」によって全国に知られ、全国的なキャンペーンが巻き起こった。また、労働者によるたびたびの暴動などの結果、高島炭鉱における納屋制度は1897年に廃止された。炭鉱における納屋制度の廃止は、日本では最も早い。
その後、俗に「タコ部屋」と呼ばれる納屋制度の劣悪な住居に代わって、会社直轄の寄宿舎が建設されるが、「1室わずかに3畳或は4.5畳の狭い部屋に入れられて、千に余る坑夫が豚の如き生活をしてゐる」（東洋日の出新聞、1918年）と言った劣悪な労働環境は第二次世界大戦後まで残った。
1906年、蠣瀬抗で炭塵爆発事故が発生、307人の死傷者を出した。
1963年には深部区域採炭のため160億円をかけて深さ965mの二子立坑を完成させるが、傾斜が36度と強く高温でガス突出が相次ぐという劣悪な環境であったため、1973年に放棄された。
その後1966年（昭和41年）に採掘量のピークを迎え、1965年頃は従業員約3,000人、127万tを出炭する規模に発展するが、石炭から石油へのエネルギー転換のあおりを受け採掘が減少、1985年時点で人員、出炭共に半減した。さらに同年に発生した粉塵爆発事故という追い討ちもあり、1986年をもって日米貿易摩擦解消のための産業構造調整第1号として閉山した。この時の累積赤字は350億円であった。
1970年に17,415人いた高島町の人口は閉山2年前の時点で6,400人にまで減少、その後も減少を続け、一時は面積・人口ともに全国最小を記録した。その後2005年（平成17年）1月4日に平成の大合併により高島町が長崎市に合併され消滅。現在、高島では炭鉱施設を活かした町おこしを模索中である。

## 高島炭鉱事件
明治のはじめに起こった、記録に残っている限り日本初の労働争議事件。高島炭鉱の労働力は囚人などの下層所得者を集めて働かせ、しかもその実態はタコ部屋などの封建的・非人道的な制度 に支配され、一日12時間労働という過酷な労働条件、低賃金、重労働にもかかわらずほとんど手作業、「死んでも代わりはすぐ見つかる」といった認識 がまかり通るなど問題だらけであった。そしてついに100人以上が参加した暴動になり、このことが三宅雪嶺らが創刊した雑誌『日本人』に掲載された。